# Higashimatsushima
Higashimatsushima (東松島市 -shi) é uma cidade japonesa localizada na província de Miyagi.
Em 2020, a cidade tinha uma população estimada em 39.580 habitantes em 16.102 domicílios, e uma densidade populacional de 390 h/ km². A área total da cidade é de 101,36 km².
Recebeu o estatuto de cidade a 1 de Abril de 2005.

## Geografia
Higashimatsushima está na província de Miyagi, na região de Tōhoku, no norte de Honshu. A cidade faz fronteira com a Baía de Matsushima a oeste, e o Oceano Pacífico (Baía de Ishinomaki) ao sul. Seu litoral faz parte do Parque Nacional Sanriku Fukkō,que se estende ao norte até a prefeitura de Aomori.

## Municípios vizinhos

### Prefeitura de Miyagi
- Ishinomaki
- Misato
- Matsushima

## Clima
Higashimatsushima tem um clima úmido (classificação climática de Köppen Cfa) caracterizado por verões amenos e invernos frios. A temperatura média anual em Higashi-Matsushima é de 11,7 °C (53.1 °F). A média anual de chuvas é de 1.191 milímetros (46,9 em) com setembro como o mês mais úmido. As temperaturas são mais altas em média em agosto, em torno de 24,2 °C (75,6 °F), e as mínimas em janeiro, em torno de 0,4 °C (32,7 °F).

## História
A área da atual cidade de Higashimatsushima fazia parte da antiga província de Mutsu, e foi estabelecida desde pelo menos o período Jōmon pelo povo Emishi. Durante o período Nara, a área ficou sob o controle dos colonos da dinastia Yamato, sediada nas proximidades de Tagajō. Durante o período Sengoku, a área foi contestada por vários clãs samurais antes da área estar sob o controle do clã Data do Domínio de Sendai durante o período Edo. Após a restauração Meiji, a área foi organizada no distrito de Monō, província de Miyagi. A cidade de Yamoto foi criada em 1 de abril de 1940 e a cidade de Naruse em 3 de maio de 1955.
A cidade de Higashimatsushima foi criada em 1º de abril de 2005, quando as cidades de Naruse e Yamoto foram fundidas.

## Sismo e tsunami de Tohoku
Em 11 de março de 2011, Higashimatsushima foi severamente atingida pelo terremoto e tsunami de Tōhoku em 2011, resultando em pelo menos 1.039 mortes, e a destruição de mais de 11.000 edificações e estruturas, aproximadamente dois terços dos edifícios nos limites da cidade. Durante o tsunami, um navio de 45 metros, o Chōkai Maru, foi arrastado sobre um píer e permaneceu encalhado na cidade. Na época do desastre, Higashimatsushima ainda não havia se recuperado totalmente de um terremoto anterior em 2003. Cerca de 63% da cidade foi inundada pelo tsunami.

## Transporte

### Ferrovias
- East Japan Railway Company (JR East) - Linha Senseki

### Rodovias
- Sanriku Expressway (Naruse-Okumatsushima, Yamoto e Ishinomaki)
- Rota Nacional 45

## Atrações turísticas
- Satohama shell mound, Sítio Arqueológico Histórico Nacional